# Циполин

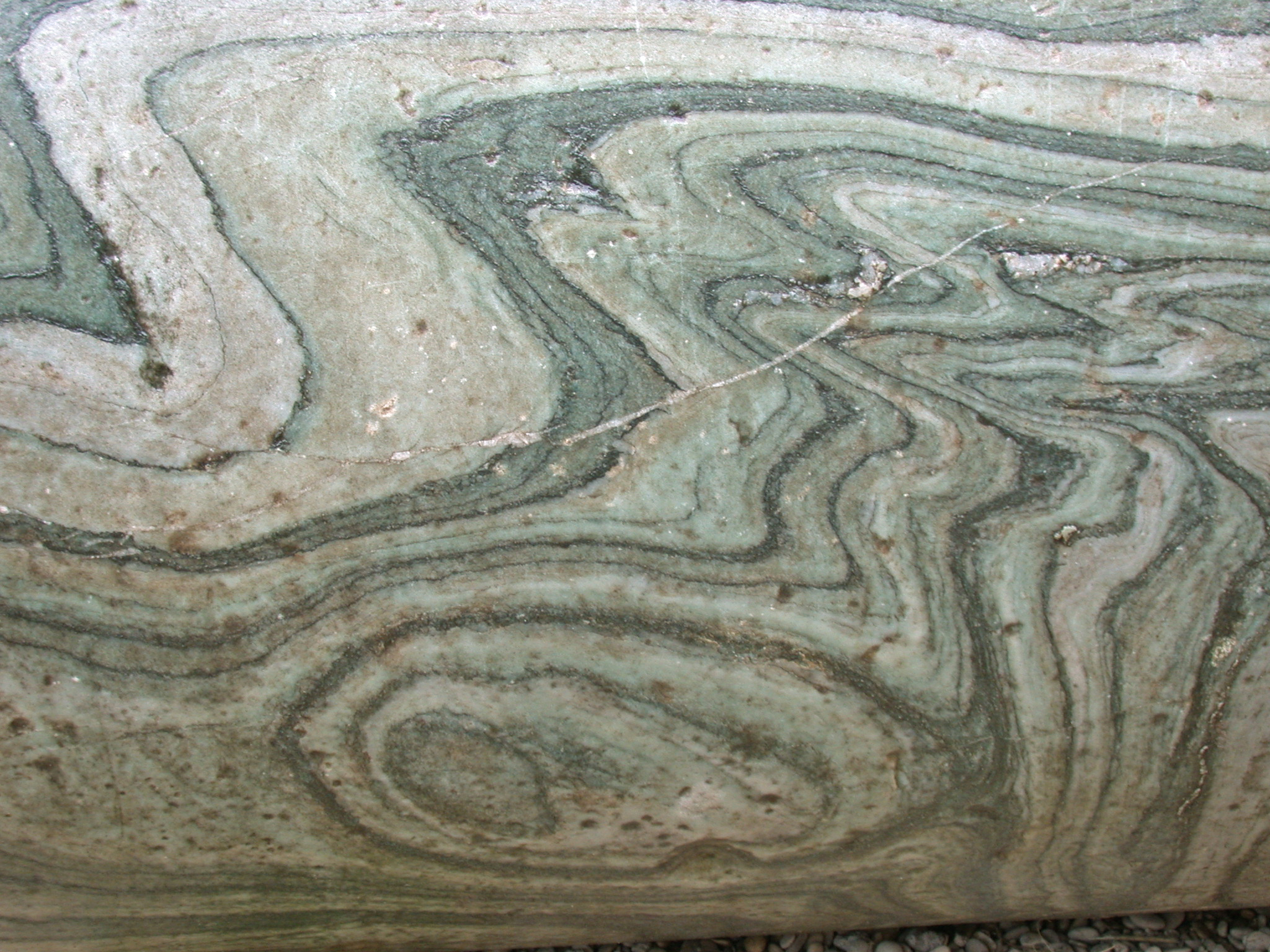
Полированный циполин из Италии

Циполи́н (чиполин, каристийский мрамор) — метаморфическая горная порода, разновидность мрамора — полосчатый мрамор.
Название происходит от итал. cipolla — луковица из-за подобия прослоек циполина слоям луковицы.

## Свойства
Цвет — белый с зеленоватым или желтоватым оттенком. Кристаллически-зернистый. Состоит из силикатного мрамора. Главные составляющие минералы — тальк и слюда, составляющие слои, приводящие к полосчатости породы, или прожилки. Кристаллы мрамора имеют размер от 0,2 до 0,6 мм с жилками, окрашенными эпидотом и хлором.
Иногда циполин относят к офикальциту.

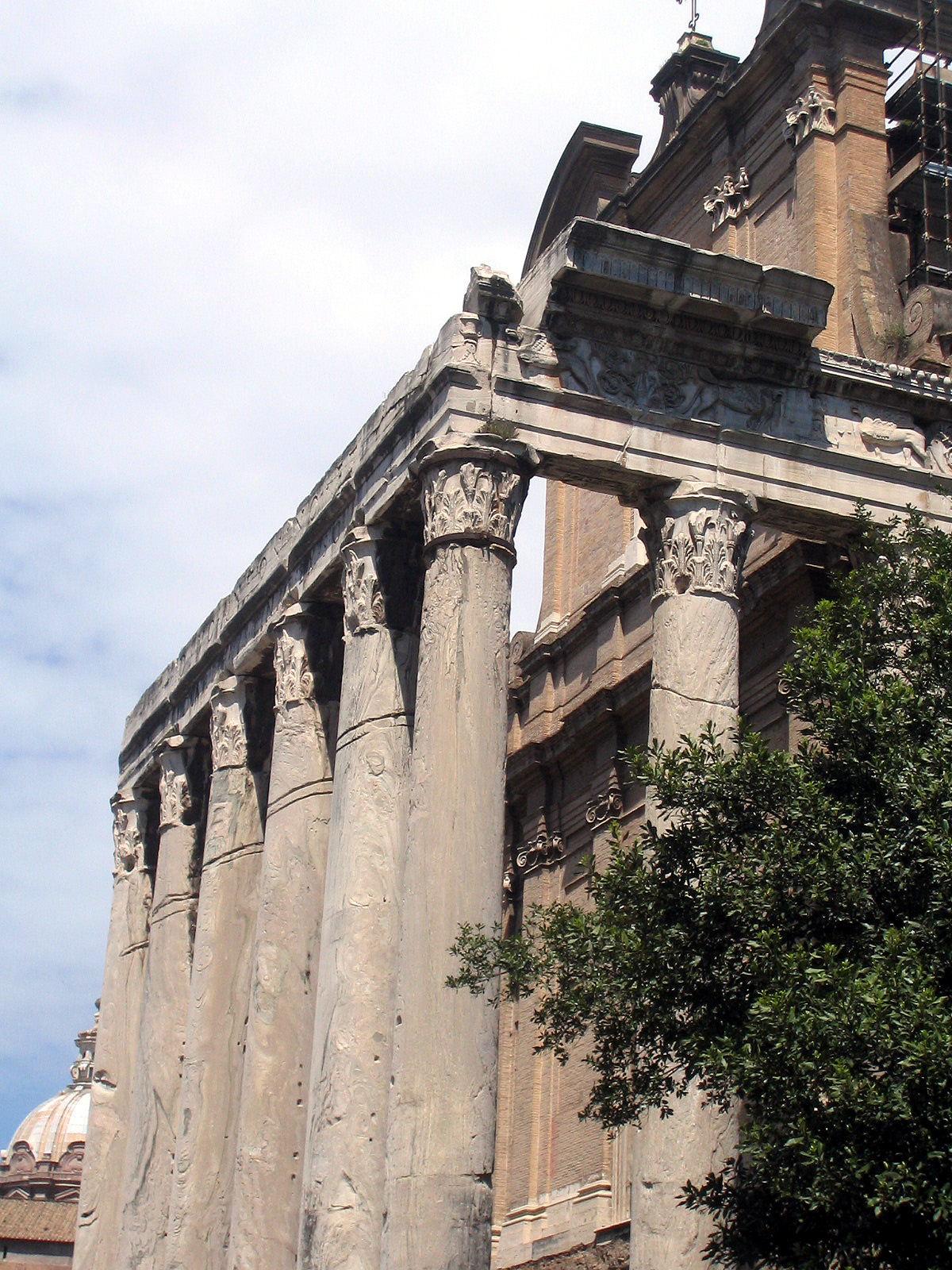
Колоннада из циполина с Эвбеи в храме Антонина и Фаустины в Римском форуме

## Месторождения
Месторождения встречаются в Италии (Пьемонт, Тоскана), Греции (Эвбея), Франции (Йер), Германии (Альтенберг). Впервые стал добываться в античные времена в области древнего города Кариста (современного Каристоса, Marmor Carystium).

### Основные разновидности
- Верде Чиполлино — типичный мрамор с Эвбеи
- Чиполлино Версилия — светло-зелёный мрамор с мелкой полосчатой структурой из Тосканы.
- Чиполлино Апуано — тёмно-зелёный ясно структурированный мрамор с тонкими белыми полосками кальцита. Добывается в Тоскане (Апуанские Альпы).
- Гран Антик де Сэполен — мрамор из швейцарского кантона Вале. Назван в XIX веке из-за сходства с древним каринтийским мрамором. Применялся в отделке зданий в Берне, Париже, Аахене.
- Чиполлино Верде Мандолато — мрамор из французских Пиреней с невыраженной полосчатостью, удлинёнными узлами структуры.
- Верде Луана — пёстрый силикатный мрамор из Тосканы. Иногда так называют другие полосчатые горные породы.
- Чиполлино Дорато — схожий с Чиполлино Апуано из Пьемонта (Кунео), но не с зелёными, а с яркими жёлто-золотистыми полосами.
- Чиполлино Цебра — добывавшийся в основном до Второй мировой войны в Чехии природный полосчатый камень.
- Чиполлино Россо — камень, добывавшийся в древних каменоломнях в Турции (Мугла).
- Чиполлино Неро — применявшийся в античные времена, в том числе в Древнем Риме, камень, добывавшийся на греческом острове Эвбея. Его структура аналогична Верде Чиполлино, но имеет чёрные, серые и беловатые оттенки.

## Применение
Успешно полируется, создавая привлекательную поверхность. Широко используется в отделке зданий с античных времен. Применяется при изготовлении ювелирных изделий и отделке интерьеров.